# Càrrec per domiciliació
El càrrec per domiciliació és una operació bancària en la qual es domicilia un càrrec a un compte corrent.

## Funcions
El càrrec per domiciliació és una operació que pot ésser utilitzada principalment per a dues funcions:
- Traspassar fons entre dos comptes d'entitats financeres diferents.
- Pagar un deute o una quota per serveis o usos de caràcter periòdic a càrrec del consumidor final. Mitjançant aquesta operació se li dona permís a una persona física o jurídica, normalment una empresa subministradora de serveis (d'aigua, electricitat, gas, telefonia, etc.), perquè cobri un deute automàticament del compte sense mediació del client.

## Característiques
El càrrec per domiciliació és una operació que es defineix pels següents paràmetres:
- És pagadora a la seva presentació.
- Consta com a domicili de pagament el número de compte bancari internacional.
- Existeix autorització prèvia de caràcter genèric per part del titular del compte de càrrec perquè totes les ordres de càrrec d'iguals característiques puguin ser imputades en compte sense preavís.
- No implica finançament o bestreta de fons per l'entitat receptora, ni desplaçament de valoració. Una vegada cobrat el càrrec, si aquest és menor de 3000, es disposa de 30 dies naturals+2 hàbils per desfer el cobrament.
- Domiciliació gratuïta per al client. En algunes entitats financeres, a més, es retorna un percentatge de l'import cobrat, un 2% per exemple.[1]

L'entrada en vigor de la Directiva sobre la Zona Única de Pagaments en Euros, 2007/64/CE de 13 de novembre, sobre serveis de pagament en el mercat interior, suposa una modificació substancial del càrrec per domiciliació, tant en forma com en terminis.